# Billy (cratera)
Billy é uma cratera lunar que se localiza na orla sul do Oceanus Procellarum, no hemisfério oeste da Lua. Ela se espalha para o sudeste da cratera de tamanho similar Hansteen, e para sudoeste da Letronne.
O solo do interior da Billy foi inundado por lava basáltica, deixando uma superfície escura devido ao baixo albedo. A porção da borda que resta sobre a superfícia é estreita e baixa, com uma parede interna fina. Apenas umas poucas crateras de pequeno tamanho marcam o interior.
Ao norte da  cratera está uma formação montanhosa triangular chamada Mons Hansteen, da cratera próxima. A sudeste de Billy está uma rima, chamada Rima Billy, que se estende 70 km para o sul.

## Crateras Satélite
Por  convenção essas formações são identificadas em mapas lunares por posicionamento da letra no local do ponto médio da cratera que é mais próximo de  Billy.
| Billy | Latitude | Longitude | Diâmetro |
| ----- | -------- | --------- | -------- |
| A     | 14.3° S  | 46.3° W   | 7 km     |
| B     | 12.2° S  | 47.6° W   | 25 km    |
| C     | 16.1° S  | 49.0° W   | 6 km     |
| D     | 14.9° S  | 48.3° W   | 11 km    |
| E     | 15.0° S  | 49.6° W   | 2 km     |
| H     | 15.6° S  | 49.6° W   | 3 km     |
| K     | 12.9° S  | 48.7° W   | 4 km     |

### Obras em língua portuguesa
- Freitas Mourão, Ronaldo Rogério de (2008). Dicionário Enciclopédico de Astronomia e Astronáutica. Lexicon. ISBN 9788586368356

### Obras em língua inglesa
- Andersson, L. E.; Whitaker, E. A., (1982). NASA Catalogue of Lunar Nomenclature. [S.l.]: NASA RP-1097
- Blue, Jennifer (25 de julho de 2007). «Gazetteer of Planetary Nomenclature». USGS. Consultado em 5 de agosto de 2007
- B. Bussey; P. Spudis (2004). The Clementine Atlas of the Moon. New York: Cambridge University Press. ISBN 0-521-81528-2
- Cocks, Elijah E.; Cocks, Josiah C. (1995). Who's Who on the Moon: A Biographical Dictionary of Lunar Nomenclature. [S.l.]: Tudor Publishers. ISBN 0-936389-27-3
- McDowell, Jonathan (15 de julho de 2007). Lunar Nomenclature (Relatório). Jonathan's Space Report. Consultado em 24 de outubro de 2007
- Menzel, D. H.; Minnaert, M.; Levin, B.; Dollfus, A.; Bell, B. (1971). «Report on Lunar Nomenclature by The Working Group of Commission 17 of the IAU». Space Science Reviews. 12. 136 páginas
- Moore, Patrick (2001). On the Moon. [S.l.]: Sterling Publishing Co. ISBN 0-304-35469-4
- Price, Fred W. (1988). The Moon Observer's Handbook. [S.l.]: Cambridge University Press. ISBN 0521335000
- Rükl, Antonín (1990). Atlas of the Moon. [S.l.]: Kalmbach Books. ISBN 0-913135-17-8
- Webb, Rev. T. W. (1962). Celestial Objects for Common Telescopes 6th revision ed. [S.l.]: Dover. ISBN 0-486-20917-2
- Whitaker, Ewen A. (1999). Mapping and Naming the Moon. [S.l.]: Cambridge University Press. ISBN 0-521-62248-4
- Wlasuk, Peter T. (2000). Observing the Moon. [S.l.]: Springer. ISBN 1852331933

## Ligações  Externas
- «Dark lava floor of crater Billy seen by SMART-1». ESA. Consultado em 31 de março de 2006